# Yūko Ōshima
Yūko Ōshima ou Yuko Oshima, Yuuko Ohshima (大島優子, Ōshima Yūko, née le 17 octobre 1988 à Tochigi, Japon) est une actrice japonaise.
Ancien membre du groupe AKB48 ainsi que du sous-groupe Not yet. Elle débute comme enfant-acteur en 1996 avant de rejoindre AKB48 en 2006 dont elle fut un membre important et populaire.
Le 31 décembre 2013, à l'occasion du 64e Kohaku Uta Gassen, elle annonce son sotsugyō du groupe, qui a lieu le 9 juin 2014 au Ajinomoto Stadium.

## Biographie
Yuko Oshima est née à Yokohama et a passé sa jeunesse dans la préfecture de Tochigi. Elle commence sa carrière en tant qu'enfant-acteur en 1996. En 2005, elle commence à travailler comme Junior Idol sur le projet Doll's Vox qui ne verra jamais le jour. En 2006, elle passe les auditions pour la seconde génération des AKB48 et est sélectionnée comme l'un des 17 membres originaux de la Team K. À partir d'avril, elle commence à travailler à plein-temps sur le groupe et fait ses débuts avec le single "Aitakatta" en octobre 2006.
En 2007, elle joue dans le film Densen Uta. Elle participe cette année-là à la sous-unité ICE from AKB48 qui signe le générique de la série de trois OAV ICE dans laquelle elle double l'un des personnages.
En 2009, elle participe à la sous-unité AKB Idoling!!!, composée de membres du groupe AKB48 et du groupe Idoling!!.
En 2010, elle participe encore à une autre sous-unité temporaire, Team Dragon from AKB48, qui signe le générique de Dragon Ball Z Kai.
Et en 2011, elle rejoint la sous-unité Not Yet formée autour d'elle avec Yui Yokoyama, Rie Kitahara et Rino Sashihara. Leur premier single sort le 16 mars 2011 et se vend à 247 688 exemplaires.
En 2012, lors du Shuffle des Teams A, K et B pendant le 1er jour du Tokyo Dome, elle devient la capitaine de la Team K, succédant à Sayaka Akimoto. Elle occupera ce poste jusqu'à sa graduation en juin 2014.
Elle participe également à la Team Surprise (2012-2014).
Le 8 mars 2013, lors des 26th Japan Academy Awards, elle reçoit le prix « Wadai-Sho prize » (ou Prix du public) pour son rôle dans le film Loan Shark Ushijima, succédant ainsi à sa rivale et amie, Atsuko Maeda.
Depuis sa graduation en juin 2014, elle poursuit sa carrière en tant qu'actrice.
En janvier 2015, elle fait également une apparition avec AKB48 le 2e jour de l'événement AKB48 Request Hour Setlist Best 1035 2015 (AKB48リクエストアワー　セットリストベスト1035　2015) se déroulant du 21 au 25 janvier au Tokyo Dome City Hall.
En 2016, Yūko Ōshima apparaît (avec d'autres membres graduées telles que Atsuko Maeda, Tomomi Itano et Mariko Shinoda) aux côtés d'AKB48 sur le 43e single du groupe Kimi wa Melody qui le 9 mars, afin de célébrer 10e anniversaire du groupe.

## Filmographie

### Films
- Densen Uta (伝染歌) (2007)
- Sakura no sono (櫻の園) (2008)
- The Cherry Orchard: Blossoming (2008)
- Teketeke (2009)
- Teketeke 2 (2009)
- Sweet Little Lies (2009)
- Silver Rain (2009)
- Sankaku (2010)
- Shibuya (2010)
- Yamikin Ushijima-kun (2012)
- SPEC: Close~Reincarnation (2013)
- SPEC: Close~Incarnation (2013)
- 2014 : Pale Moon (紙の月, Kami no tsuki?) de Daihachi Yoshida
- Documentary of AKB48: The Time Has Come (2014)
- Round Trip Heart (2015)

### Dramas
- Cat's Street (キャットストリート) (2008)
- cafe Kichijoji de (cafe吉祥寺で) (2008)
- Bengoshi - Ichinose Rinko (弁護士　一之瀬凛子) (2008)
- Kaze ni Maiagaru Vinyl Sheet (風に舞いあがるビニールシート) (2009)
- Majisuka Gakuen (マジスカ学園) (2010)
- Reinoryokusha Odagiri Kyoko no Uso (2010)
- Sakura Kara no Tegami (桜からの手紙) (2011)
- Majisuka Gakuen 2 (マジスカ学園2) (2011)
- Watashi ga Renai Dekinai Riyuu (私が恋愛できない理由) (2011)
- Kaeru no Oujo-sama (2012)
- Blackboard ~Jidai to Takatta Kyoshi-tachi~ (2012)
- So long! (2013)
- Fortune Cookies (2013)
- Ando Lloyd - A.I. Knows Love ? (2013)
- War of Money (2015)
- Yamegoku - Yakuza Yamete Itadakimasu (2015)

## Discographie avec AKB48

### Albums
| Date de sortie   | Titre                                  | Titre original                             | Remarques                                        |
| ---------------- | -------------------------------------- | ------------------------------------------ | ------------------------------------------------ |
| 1er janvier 2008 | Set List - Greatest Songs 2006-2007    | SET LIST〜グレイテストソングス 2006-2007〜 | Premier album / Compilations singles et faces B  |
| 7 avril 2010     | Kamikyokutachi                         | 神曲たち                                   | Deuxième album / Compilations singles et faces B |
| 14 juillet 2010  | SET LIST - Greatest Songs - Kanzen Ban | SET LIST〜グレイテストソングス〜完全盤     | Ré-édition                                       |
| 8 juin 2011      | Koko ni Ita Koto                       | ここにいたこと                             | Troisième album et premier album original        |
| 15 août 2012     | 1830m                                  | 1830m                                      | Quatrième album et deuxième album original       |
| 22 janvier 2014  | Tsugi no Ashiato                       | 次の足跡                                   | Cinquième album et troisième album original      |

### Singles
| Année | Titre                              | Rôle   | Remarques                                                                                                   |
| ----- | ---------------------------------- | ------ | --- |
| 2006  | Aitakatta                          | A-side | Première participation à un single AKB.                                                                     |
| 2007  | Seifuku ga Jama o Suru             | A-side | |
| 2007  | Keibetsu Shiteita Aijo             | A-side | |
| 2007  | Bingo!                             | A-side | |
| 2007  | Boku no Taiyo                      | A-side | |
| 2007  | Yuhi o Miteiru ka?                 | A-side | |
| 2008  | Romance, Irane                     | A-side | |
| 2008  | Sakura no Hanabiratachi 2008       | A-side | |
| 2008  | Baby! Baby! Baby! (digital single) | A-side | |
| 2008  | Ōgoe Diamond                       | A-side | |
| 2009  | 10nen Zakura                       | A-side | Participe aussi à Sakurairo no Sora no Shita de.                                                            |
| 2009  | Namida Surprise!                   | A-side | |
| 2009  | Iiwake Maybe                       | A-side | Classée 2e à l'élection.                                                                                    |
| 2009  | River                              | A-side | |
| 2010  | Sakura no Shiori                   | A-side | Participe aussi à Majisuka Rock n'Roll.                                                                     |
| 2010  | Ponytail to Chouchou               | A-side | Participe aussi à Majijo Teppen Blues.                                                                      |
| 2010  | Heavy Rotation                     | A-side | Classée 1re à l'élection, center. Participe aussi à Yasai Sisters et Lucky Seven.                           |
| 2010  | Beginner                           | A-side | |
| 2010  | Chance no Junban                   | B-side | Ne participe pas à la chanson-titre mais participe à Yoyakushita Christmas et Alive.                        |
| 2011  | Sakura no Ki ni Narō               | A-side | Participe aussi à Dareka no Tame ni.                                                                        |
| 2011  | Everyday, Katyusha                 | A-side | Participe aussi à Korekara Wonderland et Yankee Soul.                                                       |
| 2011  | Flying get                         | A-side | Classée 2e à l'élection. Participe aussi à Seishun to Kizukanai Mama, Ice no Kuchizuke et Yasai Uranai.     |
| 2011  | Kaze wa Fuiteiru                   | A-side | Co-center.                                                                                                  |
| 2011  | Ue kara Mariko                     | B-side | Ne participe pas à la chanson-titre mais participe à Noel no Yoru et Zero-Sum Taiyou.                       |
| 2012  | Give Me Five!                      | A-side | Co-leader du groupe Baby Blossom. Participe aussi à Sweet & Bitter.                                         |
| 2012  | Manatsu no Sounds good!            | A-side | Participe aussi à Choudai, Darling! et Kimi no Tame ni Boku wa...                                           |
| 2012  | Gingham Check                      | A-side | Classée 1re à l'élection, center. Participe aussi à Yume no Kawa, la chanson de graduation de Atsuko Maeda. |
| 2012  | UZA                                | A-side | Co-center. Participe aussi à Scrap & Build.                                                                 |
| 2012  | Eien Pressure                      | B-side | Ne participe pas à la chanson-titre mais participe à Totteoki Christmas et Eien Yori Tsuzuku You ni.        |
| 2013  | So Long!                           | A-side | Participe aussi à "Yuuhi Marie".                                                                            |
| 2013  | Sayonara Crawl                     | A-side | Co-center (centre quadruple). Participe aussi à How come?.                                                  |
| 2013  | Koi Suru Fortune Cookie            | A-side | Classée 2e à l'élection.                                                                                    |
| 2013  | Heart Ereki                        | A-side | |
| 2013  | Suzukake Nanchara                  | B-side | Ne participe pas à la chanson-titre mais participe à Mosh & Dive et Party is over.                          |
| 2014  | Mae Shika Mukanee                  | Face A | Membre central. Dernier single en tant que senbatsu.                                                        |
| 2014  | Labrador Retriever                 | Face B | Ne participe pas à la chanson-titre mais uniquement à Kyō Made no Melody, sa chanson de graduation.         |
| 2016  | Kimi wa Melody                     | Face A | En tant qu'invitée                                                                                          |

### Stages
Team K 1st Stage Party ga yo hajimaru (PARTYが始まるよ ?)

• "Jupe, Hirari" (スカートひらり ?)
Team K 2d Stage Seishun Girls(青春ガールズ ?)

• "Kinjirareta Futari" (禁じられた二人 ?)

• "Fusidara na Natsu" (ふしだらな夏 ?)
Team K 3rd Stage Nōnai Paradise (脳内パラダイス ?)

"Nakinagara Hohoende" (泣きながら微笑んで ?) (Solo Unit)
Himawarigumi 1st Stage Boku no Taiyō' (僕の太陽 ?)

"Boku to Juliet to Jet Coaster" (僕とジュリエットとジェットコースター ?)
Himawarigumi 2d Stage Yume o Shinaseru Wake ni Ikanai (夢を死なせるわけにいかない ?)

"Confession"
Team K 4th Stage Saishū Bell ga Naru (最終ベルが鳴る ?)

"Gomen ne Jewel" (ごめんねジュエル ?)
Team K 5th Stage Sakaagari' (逆上がり ?)

"End Roll"
Team K 6th Stage Reset

"Kokoro no Hashi no Sofa" (心の端のソファー ?)
Team K Waiting Stage

"Glory Days"

"Higurashi no Koi" (nouvelles unités)

## Photobooks
- [2001.07.10] Charm (with Tajima Honami)
- [2003.10.18] Kagayaku Kimochi (かがやくきもち)
- [2008.12.19] Yuurari Yuuko (ゆうらりゆうこ)
- [2009.10.17] Yuko no Arienai Nichijou (優子のありえない日常)
- [2010.08.25] Oshima Yuko L.A. (大島優子L.A.)
- [2011.06.17] Yuko (優子)
- [2014.09.18] Nugiyagare! (脱ぎやがれ！)